# George van Beieren (1455-1503)
George van Beieren bijgenaamd de Rijke (Burghausen, 15 augustus 1455 – Ingolstadt, 1 december 1503) was van 1479 tot aan zijn dood hertog van Beieren-Landshut. Hij behoorde tot het huis Wittelsbach.

## Levensloop
George was de zoon van hertog Lodewijk IX van Beieren-Landshut en Amalia van Saksen, dochter van keurvorst Frederik II van Saksen. Hij groeide op in de burcht van Burghausen en in 1468 verhuisde hij naar Landshut. Het was vanaf dan dat George betrokken werd bij de regeringszaken. Nog voor zijn aantrede als hertog van Beieren-Landshut liet hij het Slot van Lauingen bouwen. 
In 1479 volgde hij zijn vader op als hertog van Beieren-Landshut. Wegens een schending van zijn grondgebied stuurde hij in 1485 een sterk leger naar de rijksstad Nördlingen, die losgeld diende te betalen om niet belegerd te worden. Hij hield zich ook intensief bezig met het verwerven van landerijen in Voor-Oostenrijk. In 1486 kocht hij van graaf Sigismund van Tirol voor 52.011 gulden het aan de bisschop van Augsburg verpande markgraafschap Burgau en de stad Günzburg. In 1487 kocht hij samen met hertog Albrecht IV van Beieren voor 50.000 gulden het beheer van de verdere landen van het graafschap Tirol, dat ze voor tien jaar mochten behouden. Keizer Frederik III was daar echter ontevreden mee en hij riep de Zwabische Bond in het leven om de expansiestrevingen van beide Wittelsbachers tegen te gaan. In 1489 moest George voor de vredesluiting met Frederik III niet alleen 36.000 gulden betalen, maar ook verzaken aan het markgraafschap Burgau. Op 10 juli 1489 sloot hij ook vrede met de Zwabische Bond en scheidde hij zich van zijn neef Albrecht IV. 
De kanselier van George was de geleerde Friedrich Mauerkircher, die proost was van Altötting en later bisschop van Passau zou worden. Na diens dood in 1485 werd Wolfgang Kolberger de belangrijkste adviseur van de hertog. Het was met de hulp van Kolberger dat George het Romeins recht in zijn gebieden doordrukte. In 1491 veranderde hij de door zijn vader ingevoerde landsorde. Omdat het voorheen geldende landsrecht hierdoor grotendeels werd ingetrokken, leidde dit tot ontevredenheid bij de ridderschap. Desondanks voerde hij in 1501 verdere hervormingen in. George was bovendien een belangrijke bondgenoot van keizer Maximiliaan I, die hij bijstond bij diens veldtochten in Zwaben, het Oude Eedgenootschap, Gelre en Hongarije. Hij liet daarnaast de burcht Burghausen ombouwen tot een vast slot en het Nieuwe Slot van Ingolstadt liet George volledig renoveren. 
George had geen mannelijke nakomelingen, waardoor hij op 19 september 1496 zijn dochter Elisabeth aanstelde als erfgename. Dit ging echter in tegen de Wittelsbachse Huiswetten, die vrouwelijke erfopvolging niet toeliet. Hoewel hij dit geheimhield, kwam zijn neef Albrecht IV de verdragsbreuk te weten. George hield zijn kanselier Wolfgang Kolberger hiervoor verantwoordelijk en liet hem in 1502 wegens verraad gevangenzetten. Met zijn verdragsbreuk kon George niet alleen op afkeuring rekenen bij Albrecht IV, maar ook bij de meeste andere rijksvorsten en bij keizer Maximiliaan I. George was hiervan onder de indruk en begon net als zijn tegenstanders aan oorlogsvoorbereidingen.
In december 1503 stierf George op 48-jarige leeftijd, waarna hij werd bijgezet in het klooster Seligenthal. Na zijn dood kwam het tot de Landshuter Successieoorlog, waarbij zijn dochter Elisabeth en haar echtgenoot Ruprecht van de Palts om de erfopvolging streden met hertog Albrecht IV van Beieren-München. In 1505 werd de oorlog door Albrecht IV gewonnen, waarna het hertogdom Beieren-Landshut grotendeels geannexeerd werd door het hertogdom Beieren-München. 

## Huwelijk en nakomelingen
Op 14 november 1475 huwde George in Landshut met Hedwig (1457-1502), dochter van koning Casimir IV van Polen. Ze kregen vier kinderen:
- Ruprecht (1477-1477)
- Elisabeth (1478-1504), huwde in 1499 met Ruprecht van de Palts
- Margaretha (1480-1531), abdis van het Benedictinessenklooster van Neuburg an der Donau
- Wolfgang (1482-1482)

## Voorouders
| Voorouders van George van Beieren (1455-1503) | Voorouders van George van Beieren (1455-1503)                               | Voorouders van George van Beieren (1455-1503)                               | Voorouders van George van Beieren (1455-1503)                                 | Voorouders van George van Beieren (1455-1503)                                 | Voorouders van George van Beieren (1455-1503)                                    | Voorouders van George van Beieren (1455-1503)                                    | Voorouders van George van Beieren (1455-1503)                                      | Voorouders van George van Beieren (1455-1503)                                      |
| --------------------------------------------- | --------------------------------------------------------------------------- | --------------------------------------------------------------------------- | ----------------------------------------------------------------------------- | ----------------------------------------------------------------------------- | -------------------------------------------------------------------------------- | -------------------------------------------------------------------------------- | ---------------------------------------------------------------------------------- | ---------------------------------------------------------------------------------- |
| Overgrootouders                               | Frederik van Beieren (1339-1393) ∞ Maddalena Visconti (1366-1404)           | Frederik van Beieren (1339-1393) ∞ Maddalena Visconti (1366-1404)           | Albrecht IV van Oostenrijk (1377–1404) ∞ 1408 Johanna van Beieren (1373–1410) | Albrecht IV van Oostenrijk (1377–1404) ∞ 1408 Johanna van Beieren (1373–1410) | Frederik I van Saksen (1370-1428) ∞ Catharina van Brunswijk-Lüneburg (1395-1442) | Frederik I van Saksen (1370-1428) ∞ Catharina van Brunswijk-Lüneburg (1395-1442) | Ernst I van Oostenrijk (1377–1424) ∞ Cymburgis van Mazovië (1394–1429) (1436–1467) | Ernst I van Oostenrijk (1377–1424) ∞ Cymburgis van Mazovië (1394–1429) (1436–1467) |
| Grootouders                                   | Hendrik XVI van Beieren (1386-1450) ∞ Margaretha van Oostenrijk (1395-1447) | Hendrik XVI van Beieren (1386-1450) ∞ Margaretha van Oostenrijk (1395-1447) | Hendrik XVI van Beieren (1386-1450) ∞ Margaretha van Oostenrijk (1395-1447)   | Hendrik XVI van Beieren (1386-1450) ∞ Margaretha van Oostenrijk (1395-1447)   | Frederik II van Saksen (1412-1464) ∞ Margaretha II van Oostenrijk (1416-1486)    | Frederik II van Saksen (1412-1464) ∞ Margaretha II van Oostenrijk (1416-1486)    | Frederik II van Saksen (1412-1464) ∞ Margaretha II van Oostenrijk (1416-1486)      | Frederik II van Saksen (1412-1464) ∞ Margaretha II van Oostenrijk (1416-1486)      |
| Ouders                                        | Lodewijk IX van Beieren (1417-1479) ∞ Amalia van Saksen (1435-1502)         | Lodewijk IX van Beieren (1417-1479) ∞ Amalia van Saksen (1435-1502)         | Lodewijk IX van Beieren (1417-1479) ∞ Amalia van Saksen (1435-1502)           | Lodewijk IX van Beieren (1417-1479) ∞ Amalia van Saksen (1435-1502)           | Lodewijk IX van Beieren (1417-1479) ∞ Amalia van Saksen (1435-1502)              | Lodewijk IX van Beieren (1417-1479) ∞ Amalia van Saksen (1435-1502)              | Lodewijk IX van Beieren (1417-1479) ∞ Amalia van Saksen (1435-1502)                | Lodewijk IX van Beieren (1417-1479) ∞ Amalia van Saksen (1435-1502)                |